# Jennifer Janiska
Jennifer Janiska, född Geerties 5 april 1994 i Nordhorn i Tyskland, är en volleybollspelare (vänsterspiker) som spelar med Tysklands landslag och Dresdner SC. 

## Junior
Geerties började spela volleyboll i SCU Emlichheim efter att ha blivit introducerad till sporten av en klasskompis när hon gick i ettan. Som 14-åring debuterande hon i 2. Volleyball-Bundesliga med seniorlaget och året efter var hon etablerad i serniorlaget. Hon började spela med tyska volleybollförbunds lag VC Olympia Berlin 2010. Hon var kapten för dess lag 2011/2012.
Hon var även kapten i U18-landslaget, som slutade fyra vid U18-EM 2011 i Ankara. I turneringen var Geerties bästa poängplockare. Hon deltog även (som enda U18-spelare) vid VM-kvalet för U20-landslaget. Vid U18-VM samma år (som även det hölls i Ankara), ledde hon som kaptenen laget till en femte plats.

## Senior
I februari 2012 fick hon problem med en mellankotskiva. Denna opererades och i samband med det var hon borta i några månader. När hon under sommaren återvände gjorde hon sin debut med seniorlandslaget i Montreux Volley Masters. Med landslaget vann hon Europa League 2013 och kom tvåa vid EM i Tyskland.
Till säsongen 2013/14 flyttade Geerties till Rote Raben Vilsbiburg. Med klubben vann hon DVV-Pokal, medan de kom tvåa i tyska mästerskapet. Med landslaget nådde hon finalen i Europa League 2014 och slutade nia vid VM i Italien.
Geerties fortsatt 2014/2015 sin klubbkarriär i Schweriner SC. Under sin första säsong i Schwerin nådde laget slutspelssemifinal mot Allianz MTV Stuttgart i Bundesliga, medan de åkte ut i kvartsfinal i DVV-Pokal mot samma lag. Schwerin kom på tredje plats i den europeiska cuptävlingen CEV Challenge Cup. Vid EM 2015 kom Geerties femma med Tyskland. I de tyska tävlingarna blev åter Stuttgart för svåra i bundesliga-semifinalen och cup-kvartsfinalen. Internationellt gick det bättre med en tredje plats, denna gång i CEV Cup. I tyska cupen följande år nådde laget final, men Stuttgart blev åter för svåra, men i Bundesliga gick det bättre och Gerrties blev 2016/2017 för första gången tysk mästare. Internationellt blev det under säsongen åter en tredjeplats, nu i CEV Challenge Cup. I början av säsongen 2017/18 vann hon Supercup med laget. I cupen åkte det ut i semifinalen, medan det i Bundesliga åter blev vinst (mot Stuttgart i finalen) och en andra mästerskapstitel. I CEV Cup nådde laget kvartsfinal. Under säsongen 2018/19 lyckades laget försvara sin supercupstitel. I CEV Champions League åkte laget ur i kvalet. De vann tyska cupen, men kom tvåa i Bundesliga.
Geerties flyttade till säsongen 2019/2020 till Italien och serie A1 för spel med internationella storlaget Imoco Volley. I december 2019 vann hon VM för klubblag genom att i finalen besegra Eczacıbaşı SK. I CEV Champions League hade laget nått semifinal då tävlingen avbröts på grund av covid-19-pandemin.
Under 2020 gifte hon sig, och bytte därför efternamn till Janiska. Hon återvände till Bundesliga för spel med Dresdner SC, med vilka hon blev tvåa i serien 2021. I april 2022 förlängde hon sitt kontrakt med två år till 2024. Sedan 2024 spelar hon för LOVB Madison i USA.